# Ângelo Guido
Angelo Guido Gnocchi, mais conhecido como Ângelo Guido (Cremona, 10 de outubro de 1893 – Pelotas, 9 de dezembro de 1969),  foi um pintor, escultor, gravador, professor, musicólogo, jornalista, historiador e crítico de arte ítalo-brasileiro. Depois de um bem sucedido início de carreira em Santos e São Paulo, radicou-se em Porto Alegre em 1928, onde deixou seu legado mais relevante. Sua produção artística, muito apreciada, estabeleceu um elo entre o academismo e o modernismo, foi um influente professor e seus escritos de crítica, história e teoria da arte exerceram profundo impacto no ambiente artístico e cultural do Rio Grande do Sul.

## Biografia

### São Paulo e Santos
Nascido em Cremona em 10 de outubro de 1893, chegou ao Brasil com sua família ainda pequeno, em 1895, fixando-se em São Paulo. Seu pai, Annibale Gnocchi, trabalhava na construção civil, mas se especializou na execução de ornamentos e molduras decorativas de fachadas de edifícios. Por volta de 1900 iniciou seus estudos artísticos com o tio Aurélio Gnocchi, pintor e decorador, e com seu incentivo matriculou-se no Liceu de Artes e Ofícios de São Paulo, onde foi aluno de Piza e Bonomi, tendo os primeiros contatos com as vanguardas modernistas. Só podia estudar no turno da noite, pois sua família era pobre e desde os 11 anos de idade precisou trabalhar para ajudar no sustento da casa, onde tinha dez irmãos. Também recebeu aulas de violino. Não progrediu muito no instrumento, mas teve uma boa formação em teoria da música. Iniciou seu trabalho profissional nas artes como assistente dos pintores-decoradores Cesare Formenti e Adolfo Fonzari. Em 1912 participou com o tio da decoração do Salão Nobre do Instituto Histórico e Geográfico da Bahia. Entusiasmou-se com o espetáculo das igrejas barrocas de Salvador, e lá publicou seus primeiros artigos na imprensa e fez suas primeiras palestras sobre arte.

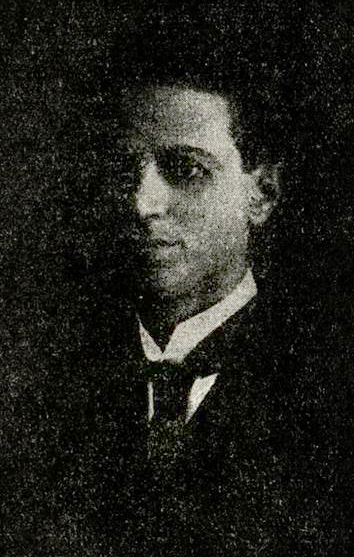
Ângelo Guido em 1922

Em 1914 passou a residir em Santos, adquirindo uma participação na sociedade do jornal A Tribuna, publicando crítica de arte e dando conferências. Na década de 1920 já havia ficado notório seu interesse pelos assuntos místicos e espiritualistas, chegando a ser chamado de "teosofista". Junto com amigos fundou a editora Agência Novidades, através da qual publicou seu primeiro livro, Ilusão (1922), ao mesmo tempo um elogio e uma refutação à Estética da Vida de Graça Aranha. A obra entrelaçava estética, filosofia e espiritualismo com um estilo poético, e causou certa polêmica, mas lhe trouxe grande reputação como critico e pensador, recebendo vários elogios entusiasmados. Ainda em 1922 expôs com Benedito Calixto na inauguração da Bolsa de Café, mostrando várias paisagens, tema que já era seu favorito, surpreendendo a crítica paulista, que só o conhecia pela literatura. O Correio Paulistano disse: "O fino espírito de Ângelo Guido, que toda Santos conhecia através dos seus belos trabalhos de prosa, em que se revelou sempre um comentador amável de doutrinas e religiões, acaba de surpreender o nosso público com uma interessante exposição de pinturas. [...] Os seus quadros, cheios de harmonia e notáveis pela frescura das paisagens, têm impressionado extraordinariamente os apreciadores da arte". Em 1923 fez uma mostra em São Paulo.

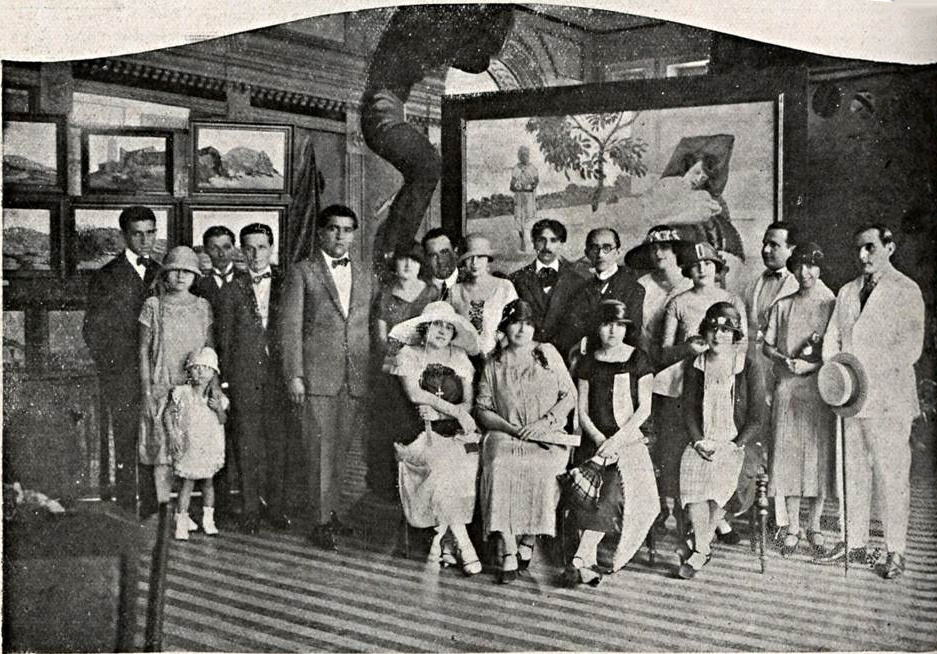
Abertura de uma exposição de Angelo Guido e Dakir Parreiras no Club Iracema de Fortaleza, 1925

Através da escritora feminista e anarquista Maria Lacerda de Moura, ligou-se à revista Renascença, colaborando como programador visual da revista por cinco edições e ilustrador da capa da primeira edição, lançada em 1923, além de ilustrar a capa do livro de Moura Religião do Amor e da Beleza, publicado em 1926. Moura lembrou de Guido em sua autobiografia, dizendo que "suas mãos e seu coração transbordavam do espiritualismo mais alto", e através dele conheceu os escritos espiritualistas de Édouard Schuré, Mabel Collins e Curuppumullage Jinarajadasa. Segundo Patricia Lessa, o contato entre os dois foi intenso, e "o trabalho de ambos na produção da revista foi um exercício político realizado através do encontro de dois educadores empenhados em uma formação cultural e crítica".
Em 1924 seu pai faleceu e ele teve de voltar para São Paulo para ajudar a família. Vendeu sua sociedade no jornal de Santos e estreitou relações com um círculo de intelectuais e artistas paulistanos, tornando-se amigo de personalidades como Menotti del Picchia, Afonso Schmidt, Ribeiro Couto e outros. Ainda em 1924 fez uma viagem passando por Recife, Fortaleza e Santos, e com as telas produzidas neste percurso fez exposições em Recife, Fortaleza e Porto Alegre. Nos anos seguintes fez outras viagens pelo norte e nordeste do Brasil, novamente expondo trabalhos em Porto Alegre, Manaus, São Paulo, Curitiba, Santos, Belém do Pará e outras cidades, sempre com ótima receptividade, vendendo muitas obras, recebendo encomendas e a aprovação da crítica.

### Porto Alegre
Segundo declaração de Guido, nesta época ainda não tinha a ideia de morar em Porto Alegre, mas "a cidade foi me subjugando, me prendendo cada vez mais". Em 1928 foi convidado por Leonardo Truda, diretor Diário de Notícias de Porto Alegre, para ocupar o cargo de redator. Com um emprego garantido, fixou residência definitiva na cidade e logo passou a escrever crítica e ensaios sobre artes visuais, música, teatro, literatura e história da arte para o Diário, o Jornal do Estado, A Federação e a Revista do Globo, sendo um dos primeiros a fazer crítica profissionalmente na imprensa do Rio Grande do Sul. Em 1934 foi credenciado pela Associação Brasileira de Imprensa como jornalista profissional. Em 1935, a convite de Walter Spalding, organizou a seção de Belas Artes da Exposição do Centenário da Farroupilha, onde também apresentou trabalhos seus, uma vasta mostra promovida pelo Governo do Estado para celebrar a Revolução Farroupilha e a história local e mostrar ao mundo os progressos em todos os domínios da vida gaúcha, contando também com 17 pavilhões internacionais e 7 nacionais e recebendo cerca de um milhão de visitantes.

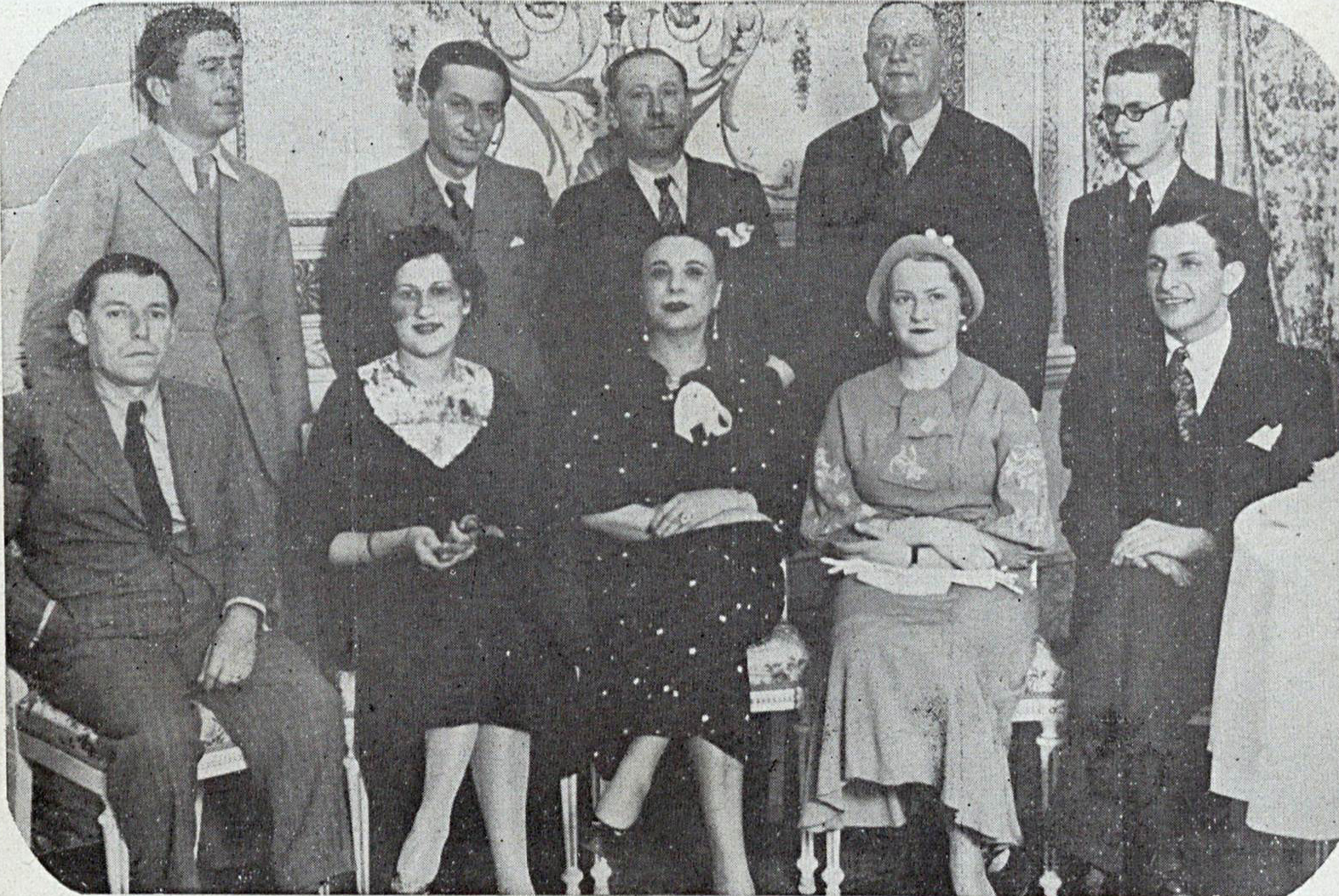
Homenagem dos jornalistas da capital à cantora Gabriela Lage (sentada, ao centro) em 1935 em sua partida para Buenos Aires. Ângelo Guido é o segundo de pé, da esquerda para a direita.

Em 1936 foi nomeado professor de história da arte no Instituto de Belas Artes, sendo o primeiro a ministrar a disciplina recém-criada, tendo entre seus primeiros alunos Alice Soares, Alice Brueggemann e Christina Balbão, Guido atuou num momento em que o Instituto já era a mais importante instância de produção, estudo e consagração artística não apenas da capital, mas de todo o estado. Sob a direção de Tasso Corrêa (1936-1958), um grande impulso renovador foi iniciado, tendo em Guido um grande auxiliar, nomeando-o em 1939 membro do Conselho Técnico Administrativo. Segundo Paulo Gomes, "a atuação de Angelo Guido, apoiada pela gestão renovadora de Tasso Bolívar Corrêa, fez parte do processo de modernização da Escola, contratando novos professores e afirmando a importância da instituição junto às instâncias de poder. A escola mantinha um rigoroso controle da produção local, mormente através dos salões e das premiações, que privilegiavam seus egressos e professores". Por muitos anos também deu aulas nas Faculdades de Arquitetura e Filosofia, cooperou com escolas tentando melhorar o ensino de arte, além de dar muitas palestras e conferências na capital e interior do estado.
Em 1937 tornou-se membro do Instituto Histórico e Geográfico do Rio Grande do Sul, assumindo um posto no Conselho Fiscal em 1944. Em 1939 participou do júri do Salão do Instituto de Belas Artes, o qual, inspirado no modelo do Salão Nacional de Belas Artes, comemorando o cinquentenário da proclamação da República e recebendo apoio do Governo do Estado e da Prefeitura, marcou época como um estímulo para a renovação e intensificação das atividades artísticas locais. O Salão teve ampla repercussão e foi um dos pretextos para a construção de um novo prédio para o Instituto de Artes.

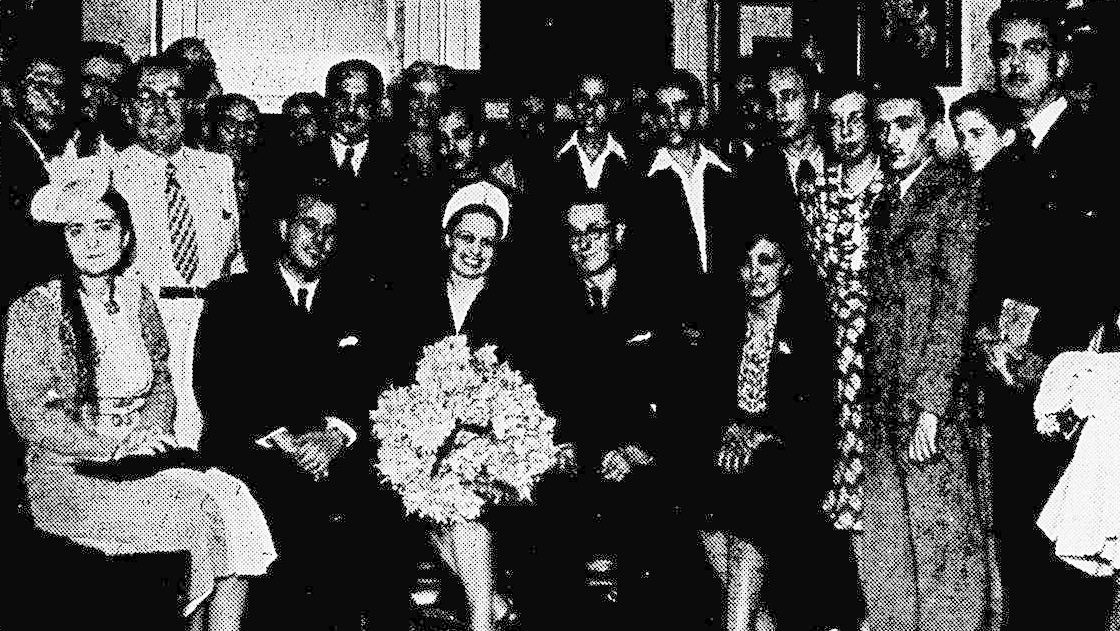
Recepção de Ângelo Guido pela Sociedade Brasileira de Belas Artes, 1940. Ele é a quarta pessoa sentada, da esquerda para a direita.

Em 1940 a Gazeta de Notícias do Rio de Janeiro já o chamava de "um dos mais eminentes artistas do Brasil", representou o Instituto de Artes na abertura no grande Salão de Outono que a Sociedade Brasileira de Belas Artes organizou no Rio de Janeiro na sede da Associação Cristã de Moços em homenagem à instituição gaúcha, reunindo cerca de 150 obras, e recebeu uma homenagem pessoal da Sociedade. Ainda neste ano presidiu o júri do I Salão de Belas Artes do Rio Grande do Sul e a comissão de Paleontologia, Arqueologia, Etnografia e Antropologia do III Congresso Sul-Rio-Grandense de História e Geografia, e por ocasião das grandes celebrações do bicentenário de Porto Alegre contribuiu ativamente para a divulgação das atividades além de colaborar com o alentado ensaio "As artes plásticas no Rio Grande do Sul" para a luxuosa publicação Porto Alegre: Biografia duma cidade. Monumento do passado, documento do presente, guia do futuro, organizada pela Prefeitura, o Governo do Estado, o IHGRGS, o Instituto de Artes, a Federação das Associações Comerciais do Rio Grande do Sul e a Associação Comercial de Porto Alegre, e publicada no ano seguinte.

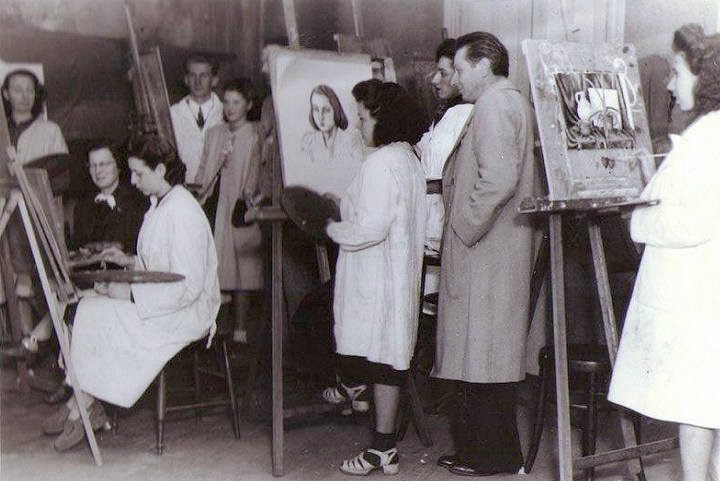
Ângelo Guido dando aula no Instituto de Belas Artes, década de 1940

Na década de 1940 foi deputado estadual e trabalhou no Departamento Estadual de Imprensa, sendo vice-diretor em 1944. Neste ano, assumindo a direção interina na ausência do titular Manoelito de Ornellas, determinou a apreensão da edição do romance Fronteira agreste, de Ivan Pedro Martins, alegando que a obra trazia a descrição de cenas de sexo e feria a moralidade pública. O ato foi desautorizado informalmente por Ornellas, mas, não satisfeito, Guido encaminhou o caso para o diretor geral do Departamento Nacional de Imprensa. Uma grande polêmica pública se seguiu. Foi membro da primeira Comissão Estadual de Folclore, instalada em 1948, e em 1949 convidou o artista visitante Ado Malagoli para lecionar no Instituto, um convite que foi aceito e que teria grandes repercussões futuras, sendo Malagoli o fundador do Museu de Arte do Rio Grande do Sul em 1954.
Foi membro do júri do Salão de Belas Artes do Paraná em 1950, em 1952 foi promovido a professor catedrático, no mesmo ano estava entre os fundadores da seção gaúcha da Associação Brasileira de Desenho, em 1953 e 1956 foi membro do júri do Salão de Belas Artes do Rio Grande do Sul, e em 1957 foi membro da comissão organizadora do I Congresso Brasileiro de Arte. Em 1959 assumiu a direção do Instituto de Belas Artes, permanecendo no cargo até 1962. Apoiou a criação da Escolinha de Arte e cedeu espaços para seu funcionamento, um projeto de extensão voltado para crianças e adolescentes, e sob sua direção foi inaugurada em 1961 a nova galeria de arte do Instituto, remodelando o antigo espaço da Pinacoteca, com a mostra Arte rio-grandense do passado ao presente. No texto de apresentação, Guido enfatizou a importância da instituição no sistema de artes local. Segundo Brittes & Gomes, "um aspecto importante para a historiografia da arte local é o fato de a mostra indicar um novo olhar sobre a arte produzida no Rio Grande do Sul, posto que elabora uma espécie de retrospectiva da produção local, incluindo peças de referência da Pinacoteca e outras emprestadas pelos artistas". Além disso, a criação da galeria era uma iniciativa estratégica, destinada a recuperar público para o Instituto, que já enfrentava a concorrência do Museu de Arte do Rio Grande do Sul, e fortalecer um pleito da instituição, que desejava ser encampada pela Universidade Federal do Rio Grande do Sul.
Guido aposentou-se no Instituto em 1963. Em 1964 foi nomeado diretor artístico da Galeria Boitatá, criada pelos Diários e Emissoras Associados. Em 1966 voltou a expor em Porto Alegre, depois de uma ausência de 17 anos, decorrente de suas múltiplas atribuições oficiais, e embora não tenha cessado de pintar neste período, só tinha tempo para a produção nas férias e finais de semana. Foi sua última exposição em vida. No ano seguinte a Boitatá foi reestruturada, dando origem à Galeria Ruben Berta, permanecendo na direção artística até falecer. Em 1971 o acervo da Galeria foi doado à Prefeitura, sendo desde então mantido como um acervo fechado com o nome Pinacoteca Ruben Berta, hoje parte do Acervo Artístico da Prefeitura de Porto Alegre. Ainda em 1967 deu início ao curso Aspectos do Barroco no Gabinete Português de Leitura de Porto Alegre, e ao curso de extensão universitária História dos Estilos Artísticos na Unisinos.
Em 18 de marco de 1969 foi nomeado membro do Conselho Estadual de Cultura, mas faleceu poucos meses depois em Pelotas, em 9 de dezembro. Deixava a cena como uma figura solidamente consagrada nos meios artísticos sulinos e brasileiros, tanto pela sua obra visual como pela escrita. Sua biblioteca foi doada pela viúva para o Instituto de Belas Artes. Foi casado duas vezes: primeiro com Elsa Lustosa, em 1915, morta poucos anos depois, com quem teve a filha Amália, morta prematuramente em 1944. Em 1939, viúvo já há muitos anos, casou com Nina Viana, sua companheira até o fim.
Para Ursula da Silva, ele foi um protagonista na arte do Rio Grande do Sul, "como artista, crítico, historiador, além de agente cultural, defensor do patrimônio cultural do Estado, formador de artistas e de público de arte". Para Paulo Gomes, "a síntese feita por Silva em sua tese dá a dimensão exata da grandeza e da importância de Ângelo Guido. [...] Guido encontrou aqui um campo fértil de possibilidades profissionais: uma escola em formação, um público interessado, um estado bem conformado econômica e socialmente e uma demanda cultural acentuada. [...] A atuação de Guido, inicialmente na imprensa e depois junto ao Instituto de Belas Artes, caracteriza definitivamente a inauguração de um pensamento crítico sobre a produção local". Para Brittes & Gomes, sua atuação como professor, sendo o primeiro docente de história da arte do Instituto, contribuiu para "o compromisso da reflexão crítica sobre a produção de alunos e professores. A implantação dessa disciplina trouxe também a valorização da obra de arte como patrimônio a ser preservado".

## Obra

### O artista
Sua obra em pintura é centrada na paisagem e na crônica do ambiente urbano. Em termos estéticos revela um compromisso entre tradição e ruptura: nunca abandonou a figuração mas adotou algumas novidades modernistas, embora moderadamente; de fato não se considerava um membro do movimento modernista especificamente, mas sim um artista "moderno", criticando as investigações mais radicais dos modernistas paulistas, mas apreciando o que trouxeram de espírito de renovação para cenário artístico nacional e sua busca por criar uma nova identidade para a arte brasileira, embora os acusasse de perderem o verdadeiro sentido de brasilidade. Também criticou a tradicional separação entre "arte erudita" e "arte popular" e o apego excessivo aos estilos do passado, e valorizou temas em que enfatiza a brasilidade. Desprezava o mero formalismo e dizia que a arte não nasce sem emotividade e intuição. Inicialmente combateu na imprensa a proposta dos artistas ligados à Associação Francisco Lisboa, criada em 1938 como uma alternativa mais libertária para a doutrina privilegiada no Instituto de Belas Artes, visto como conservador, mas ao longo da década de 1940 reconheceu a sua importância.
Na análise de Lessa, suas imagens "mostram os espaços urbanos e rurais de um Brasil repleto de contradições e desigualdades sociais. O povo brasileiro transborda em sua arte: nos barcos de pesca, na lida camponesa, nas periferias ou nas florestas é possível visualizar uma complexidade social até então não percebida pela arte tradicional". Para Gomes, "ele consolidou a atividade plástica como uma atividade intelectual, de certa maneira refazendo entre nós o trabalho que seus conterrâneos italianos tiveram que fazer no longínquo Renascimento, ao dar às artes plásticas um estatuto de atividade intelectual antes de uma atividade manual praticada por diletantes. Além da sua inegável importância como intelectual, Guido também foi um pintor e desenhista de grandes qualidades". Partindo de um início ainda bastante devedor do academismo, foi capaz de flexibilizar sua abordagem ao longo dos anos e chegar, conforme Gomes, a alguns resultados arrojados. "Seu apego às regras do bem-fazer não o impediu de aceitar e mesmo de estimular as inovações. Na sua obra pictórica, ele não só faz uma captação menos literal da realidade, como também se vale de uma representação mais plástica, alinhando-se a colegas como Maristany, Castañeda e Fahrion".
Suas obras sempre tiveram um ótimo mercado, e muitas hoje estão em museus. Fez exposições individuais em todos os estados brasileiros e participou em vida e postumamente de diversas coletivas, entre elas:

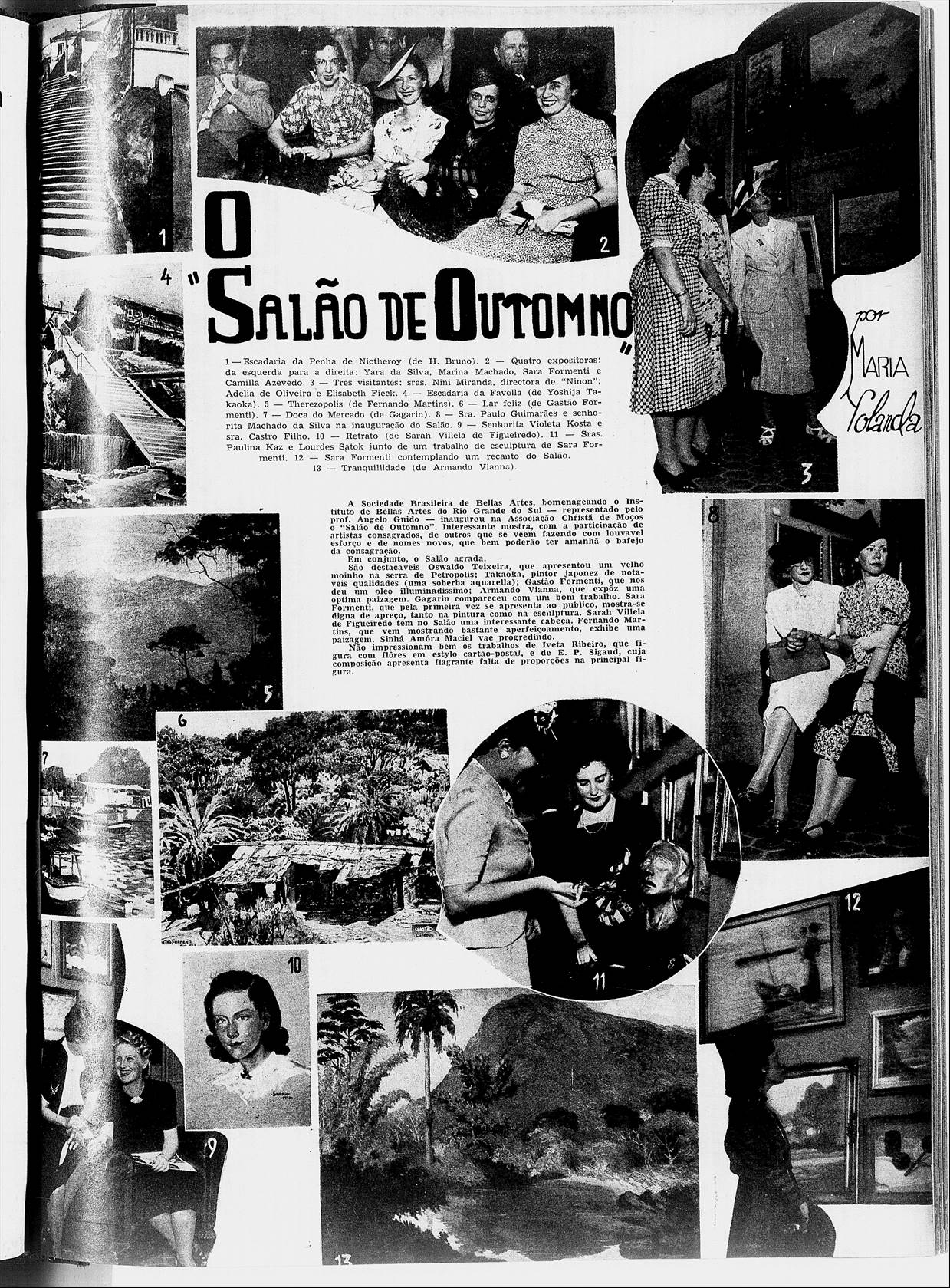
Matéria sobre o Salão de Outono de 1940 na Revista da Semana

- 30ª Exposição Geral de Belas Artes. Rio de Janeiro, Escola Nacional de Belas Artes, 1923
- Salão da Escola de Belas Artes. Porto Alegre, Theatro São Pedro, 1929
- Exposição Internacional Agrícola e Industrial de Comemoração do Centenário da Farroupilha. Porto Alegre, Parque Farroupilha, 1935
- Salão de Outono. Rio de Janeiro, Sociedade Brasileira de Belas Artes/Associação Cristã de Moços, 1940
- 41º Salão Nacional de Belas Artes. Rio de Janeiro, Escola Nacional de Belas Artes, 1941
- 6º Salão Paranaense de Belas Artes. Curitiba, Instituto de Educação do Paraná, 1949
- Pintores Italianos no Brasil. São Paulo, Museu de Arte Moderna de São Paulo, 1982
- Do Passado ao Presente: as artes plásticas no Rio Grande do Sul. Porto Alegre, Cambona Centro de Artes, 1983
- O olhar italiano sobre São Paulo. São Paulo, Pinacoteca do Estado de São Paulo, 1993
- Caminho das Águas. Belém do Pará, Museu de Arte de Belém, 1995
- Mostra Itinerante do Acervo do MARGS. Porto Alegre, Caxias do Sul, Pelotas, Passo Fundo, Santa Maria, 2000
- Labirintos da Iconografia. Porto Alegre, Museu de Arte do Rio Grande do Sul, 2011
- Paisagens em meios-tons. Porto Alegre, Pinacoteca Aldo Locatelli, 2013
- A Ventura do Moderno. Porto Alegre, Pinacoteca Ruben Berta, 2017

### O escritor
Guido deixou numerosos artigos de crítica de arte em suas várias expressões, trabalhos historiográficos e ensaios variados na imprensa, que exerceram um impacto profundo e formativo sobre toda a geração posterior de críticos gaúchos, reverberando também nacionalmente, além de influenciar a produção dos artistas locais e a formação do gosto de um grande público. Tinha uma vasta cultura e isso se reflete em seus textos, associando filosofia, história, sociedade, economia e espiritualidade, mas manteve uma permanente preocupação de educar e expressar seu pensamento de forma didática. Paulo Gomes, que trabalhou sobre sua tese para nomeação como professor catedrático, disse: 
"O Ângelo Guido é um imenso intelectual... Eu, quando trabalhei com a tese de cátedra dele, tem as referências. Os procedimentos, na época, não eram de listar sistematicamente bibliografia, mas a gente olha a bibliografia dele e é uma coisa espetacular. Eu, quando apresentei a bibliografia dele num congresso do Comitê Brasileiro de História da Arte, as pessoas ficaram impressionadas com a atualidade da bibliografia dele em relação ao resto dos intelectuais que trabalhavam com arte no país. Ele estava trabalhando com Wölfflin na década de 1930, quando o Wölfflin só foi introduzido no país, como material de estudo sistemático, na USP, na década de 50. E ele já cita o Wölfflin. Então, isso é uma informação absolutamente fundamental".
Guido foi um inovador, em particular em relação ao contexto sulino ainda fortemente tradicionalista, e muitas vezes esteve à frente dos críticos de sua geração, mas não foi realmente um revolucionário. Sua crítica ao modernismo paulista esteve centrada principalmente na sua percepção de que o movimento era influenciado demais por correntes europeias, e por isso não tinha muita capacidade de atender às necessidades nacionais, além de carecer de uma preocupação com o espiritual. Na visão de Paulo Gomes, "inteligentemente munido de informações e capaz de articulá-las em um discurso coerente e fluente, inaugurou a verdadeira crítica de arte local. Apresentando juízo de valor e explicitando os critérios de atribuição do mesmo, Guido iniciou o processo de educação dos produtores e dos consumidores de arte no Rio Grande do Sul".

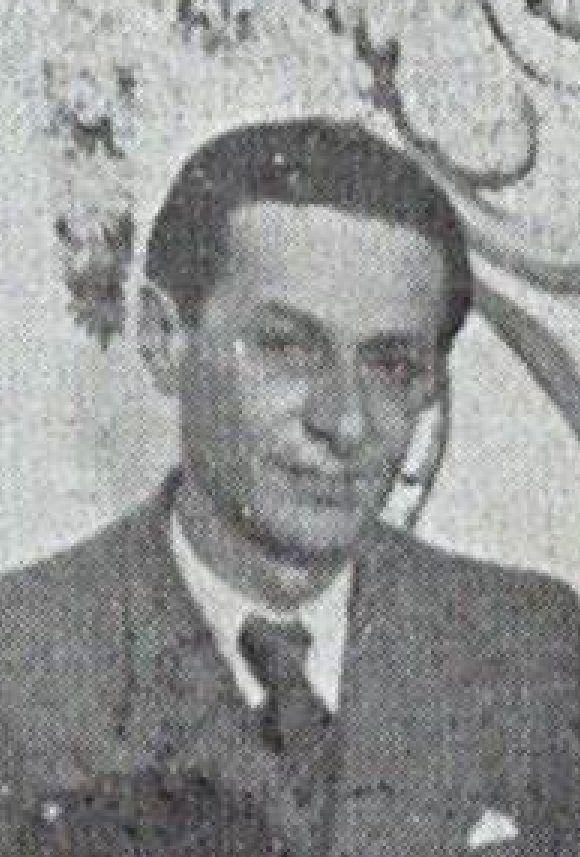
Ângelo Guido em 1940

Sua teoria estética deriva de uma complexa mistura de influências: um idealismo romântico inspirado na filosofia de Fichte, Schelling e Hegel; um intuicionismo herdado de Bergson, Dilthey e Croce; um formalismo derivado de Fiedler, Riegl, Wölfflin e Kant, ao lado de uma concepção da arte como uma das manifestações do divino e um universalismo classicista que pregava que a verdadeira arte é atemporal, embora sua expressão pudesse mudar com os tempos. Percebendo que a expressão muda segundo os contextos onde a arte nasce e as inclinações pessoais dos artistas, julgava inútil apegar-se demasiado a qualquer escola estética ou filosófica, defendendo uma linha independente de fazer e interpretar a arte.
Segundo Ursula da Silva, "Guido valoriza em seu pensamento crítico, tanto a forma que expressa um querer interior, mas que não é exclusivo de uma subjetividade única, como também defende a experiência estética como atividade que pressupõe um envolvimento do sujeito que pensa e que se emociona. [...] O problema da arte é a questão da forma e do significado. Por isso, forma e expressão devem ser concebidas como uma totalidade. Essa totalidade pressupõe o contexto, emocional e social, onde a obra foi criada, além da estrutura da forma, ou seja, a linguagem em que foi concebida". Contudo, embora prezasse muito a liberdade individual, não era liberal ao ponto de admitir tudo, e para ele era possível distinguir arte verdadeira do que era um simples acidente ou um engodo que surge de modo arbitrário, conforme as convenções de moda e do momento, que agrada por algum tempo e depois cai no esquecimento. Dizia que "a arte superior, em todas as eras, é um clarão revelador para os peregrinos que buscam o Incognoscível, é uma corrente impetuosa que arrasta o espírito para o infinito, amplia e esclarece a consciência, imergindo o Eu na Unidade, lançando-o no Absoluto". Silva acrescenta ainda que "Guido não desconsiderou os elementos místicos e esotéricos de sua reflexão teórica, pois, para ele, vida, amor e arte seriam indivisíveis e, praticamente, sinônimos. Para compreender seu pensamento, é preciso ter presente todas estas noções interligadas. Na concepção de Ângelo Guido, a obra de arte deve ser uma expressão, criada de tal maneira que permita ao observador recompor, reviver a realidade viva que se expressou. Por isso, para julgar uma obra, é preciso, primeiro, saber compreendê-la". Conforme o próprio Guido, 
"Compreender não é, simplesmente, analisar e descrever a forma e estabelecer relações de seus elementos estruturais com os de outras formas já conhecidas. Compreender é penetrar interiormente, ressuscitar a vida, extrair do imóvel a mobilidade, da aparência o real, do superficial o profundo. [...] O artista não é uma expressão isolada no ciclo cultural em que vive. Sua alma está feita, por assim dizer, da substância da alma coletiva. [...] Pela obra de arte, não só nos transportamos ao que foi vivo numa personalidade artística e continua vivendo na mágica eternidade da expressão e da forma, como, através do que aquela vida exaltada em emoção estética revelou de si mesma, chegamos a mergulhar na viva profundidade de toda uma cultura, no seu viver, no seu sentir, no fluir de seu ritmo emotivo".

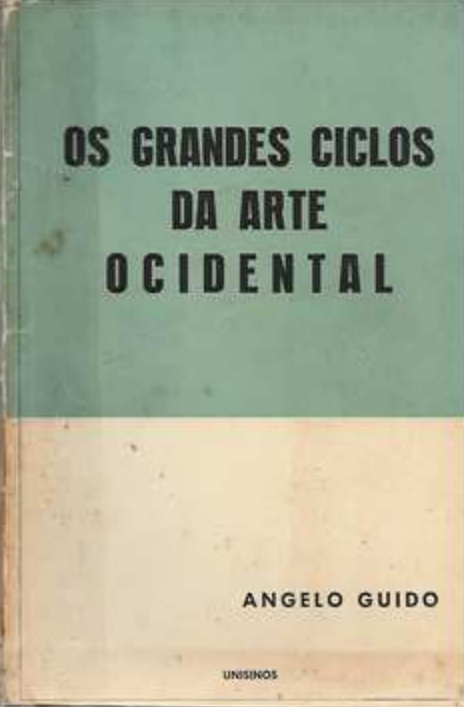
Capa de uma de suas publicações

Seus trabalhos historiográficos são uma referência central para o conhecimento da história das artes do estado. Entre eles podem ser citados o artigo "A pintura no Rio Grande do Sul" (1929), publicado na Revista do Globo, que recupera a atividade dos pintores do início do século XX; Pedro Weingärtner (1955), a primeira biografia sistemática do principal pintor acadêmico do estado, que até hoje permanece como referência obrigatória sobre ele, um trabalho especialmente relevante porque o biógrafo teve acesso à correspondência do pintor e outros documentos originais que depois foram destruídos pela sua viúva; e o longo ensaio ilustrado "As artes plásticas no Rio Grande do Sul", incluído na publicação comemorativa oficial Porto Alegre: Biografia duma cidade (1941), onde recuperou a tradição artística local, tanto em seus aspectos particulares como institucionais, valorizando ainda a contribuição de forasteiros, integrando-se, como disse Rodrigo Simões, a "um projeto maior de construção de uma história local fomentada no âmbito intelectual e político que marcou o momento de transformações e modernizações pelo qual passava a cidade naquele período. [...] Também fica evidenciado nas imagens apresentadas o esforço conciliatório entre a promoção de uma cultura em nível nacional, pretendida por determinados segmentos políticos como forma de expressar a unidade brasileira, sem que com isso se perdesse de vista alguns dos principais aspectos da regionalidade rio-grandense, tão valorizados pela intelectualidade, especialmente no meio artístico-literário daquele período". O trabalho ainda procurava inserir a cidade num roteiro artístico-cultural sul-americano, demonstrando a sintonia dos artistas locais com as conquistas realizadas nos principais centros de formação da Europa e do Brasil, dando um particular relevo aos esforços despendidos pela oficialidade para que esses avanços pudessem acontecer e para que se formasse uma cultura pública voltada para as artes. No entanto, segundo a avaliação de Simões, apesar do seu valor documental, sua narrativa sobre o caminho histórico das artes locais e suas relações com o poder e a sociedade é uma visão idealizada, isenta de conflitos e contradições, e concorde com a ideologia política dominante. Outra substancial contribuição foi "Um século de pintura no Rio Grande do Sul", incluído na Enciclopédia Rio-Grandense (1968), onde destacou a existência de uma rica tradição artística no estado, ainda considerado um centro provinciano.
Ainda é digno de nota seu ensaio O reino das mulheres sem lei: ensaio de mitologia amazônica (1937), onde analisou as lendas e tradições envolvendo as mulheres indígenas guerreiras, reunindo crônicas de colonizadores e a tradição oral indígena colhida in loco. Outros textos de sua autoria são Forma de expressão na história da arte (1935), A pintura do século XIX (1958), Natureza, espírito e arte (1962), Os grandes ciclos da arte ocidental (1968), Símbolos e mitos na pintura de Leonardo da Vinci (1968) e Aspectos do barroco em Portugal, Espanha e Brasil (póstumo, 1972).

## Distinções e homenagens
- Homenageado pela cidade de Curitiba com um recital de música em 1926.[72]
- Homenageado pelo Instituto Pitagórico de Curitiba em 1926 pelas suas contribuições à filosofia.[73]
- Prêmio de Honra no II Salão de Belas Artes do Rio Grande do Sul em 1940.[74]
- Medalha de Bronze no Salão Nacional de Belas Artes de 1940.[51]
- Excursão Pictórica organizada em sua homenagem pela Sociedade Brasileira de Belas Artes em 1940.[32]
- Homenageado pelo Movimento Artístico Brasiliense pelas suas contribuições à musicologia em 1940.[75]
- Em 1943 Lya Bastian Meyer montou um espetáculo de dança e declamação poética inspirado em sua obra O reino das mulheres sem lei.[76]
- Cyro de Lavra Pinto dedicou-se um soneto em 1948.[77]
- Em 1952 foi condecorado pelo governo italiano com a Stella della Solidarietá Italiana, pelos serviços prestados à difusão da cultura italiana no Brasil.[27]
- Em 1952 recebeu a Medalha de Ouro Imperatriz Leopoldina do Instituto Histórico e Geográfico de São Paulo, por serviços prestados à cultura brasileira.[27]
- Primeiro Prêmio no Concurso de Monografias sobre Pedro Weingärtner, promovido em 1955 pela Secretaria Estadual de Educação.[78]
- Em 1962 foi eleito Patrono da Associação dos Ex-Alunos do Instituto de Belas Artes.[79]
- Em 1963 proferiu no Salão de Atos da UFRGS a Aula Inaugural do ano letivo da universidade.[80]
- Em 1965 recebeu o título de Professor Emérito da UFRGS.[81]
- Seu nome batizou um dos prêmios do II Salão de Artes Visuais da UFRGS em 1973.[82]
- Seu nome batiza uma das galerias do Museu de Arte do Rio Grande do Sul[83] e uma rua em Porto Alegre.[84]